# 瀬戸市立南山中学校
瀬戸市立南山中学校（せとしりつ　みなみやまちゅうがっこう）は、愛知県瀬戸市ひまわり台にある公立中学校である。

## 概要
生徒数は約800人前後であり、1学年あたり7-8学級の大規模校である。
学校の所在地は、校区の最も北に位置している。そのため隣接する水野中学校の校区の中には、目の前に本校が立地している地域もあるが、その場合でも原則水野中学校に進学することとなっている。

## 校区
- 瀬戸市立水南小学校
- 瀬戸市立東山小学校
- 瀬戸市立效範小学校

## 部活動

### 運動部
- サッカー部
- 野球部
- ソフトボール部（女子）
- ソフトテニス部（男女）
- 陸上部 (長距離　短距離)
- ラグビー部
- バスケットボール部（男女）
- バレーボール部（女子）
- 卓球部（男子）
- 剣道部
- 柔道部

### 文化部
- 合唱部
- オーケストラ部
- 囲碁・将棋部
- 国際理解部
- 美術部
- 家庭科部

## 著名な卒業生
- 川本武史（競泳選手 - 男子100ｍバタフライ日本歴代3位）
- 三納貴弘（YouTuber）
- 搗宮姫奈（モデル、女優、タレント）
- 野島樺乃（SKE48チームSのメンバー）
- 荘司麻衣（陸上選手 - 2018年クイーンズ駅伝1区区間2位）